# Heubécourt-Haricourt
Heubécourt-Haricourt és un municipi francès situat al departament de l'Eure i a la regió de Normandia. L'any 2007 tenia 443 habitants.

## Demografia

### Població
El 2007 la població de fet de Heubécourt-Haricourt era de 443 persones. Hi havia 168 famílies, de les quals 28 eren unipersonals (12 homes vivint sols i 16 dones vivint soles), 72 parelles sense fills, 64 parelles amb fills i 4 famílies monoparentals amb fills.
La població ha evolucionat segons el següent gràfic:
Habitants censats

### Habitatges
El 2007 hi havia 186 habitatges, 170 eren l'habitatge principal de la família, 9 eren segones residències i 7 estaven desocupats. Tots els 186 habitatges eren cases. Dels 170 habitatges principals, 154 estaven ocupats pels seus propietaris, 13 estaven llogats i ocupats pels llogaters i 3 estaven cedits a títol gratuït; 2 tenien una cambra, 6 en tenien dues, 19 en tenien tres, 51 en tenien quatre i 92 en tenien cinc o més. 137 habitatges disposaven pel capbaix d'una plaça de pàrquing. A 60 habitatges hi havia un automòbil i a 103 n'hi havia dos o més.

### Piràmide de població
La piràmide de població per edats i sexe el 2009 era:
| Homes | Edats   | Dones |
| ----- | ------- | ----- |
| 0     | 95 o +  | 8     |
| 0     | 90 a 94 | 8     |
| 0     | 85 a 89 | 4     |
| 0     | 80 a 84 | 4     |
| 4     | 75 a 79 | 12    |
| 4     | 70 a 74 | 0     |
| 4     | 65 a 69 | 4     |
| 8     | 60 a 64 | 8     |
| 12    | 55 a 59 | 8     |
| 12    | 50 a 54 | 20    |
| 32    | 45 a 49 | 20    |
| 16    | 40 a 44 | 20    |
| 20    | 35 a 39 | 16    |
| 16    | 30 a 34 | 12    |
| 4     | 25 a 29 | 12    |
| 4     | 20 a 24 | 16    |
| 20    | 15 a 19 | 24    |
| 16    | 10 a 14 | 28    |
| 16    | 5 a 9   | 12    |
| 8     | 0 a 4   | 16    |

## Economia
El 2007 la població en edat de treballar era de 297 persones, 239 eren actives i 58 eren inactives. De les 239 persones actives 222 estaven ocupades (122 homes i 100 dones) i 17 estaven aturades (5 homes i 12 dones). De les 58 persones inactives 29 estaven jubilades, 12 estaven estudiant i 17 estaven classificades com a «altres inactius».

### Ingressos
El 2009 a Heubécourt-Haricourt hi havia 172 unitats fiscals que integraven 471 persones, la mediana anual d'ingressos fiscals per persona era de 21.018 €.

### Activitats econòmiques
Dels 7 establiments que hi havia el 2007, 3 eren d'empreses de construcció, 1 d'una empresa de serveis, 1 d'una entitat de l'administració pública i 2 d'empreses classificades com a «altres activitats de serveis».
Dels 4 establiments de servei als particulars que hi havia el 2009, 1 era una fusteria, 1 lampisteria, 1 electricista i 1 perruqueria.
L'any 2000 a Heubécourt-Haricourt hi havia 9 explotacions agrícoles.

## Equipaments sanitaris i escolars
El 2009 hi havia una escola elemental integrada dins d'un grup escolar amb les comunes properes formant una escola dispersa.

## Poblacions més properes
El següent diagrama mostra les poblacions més properes.